# Kunstidamaeus nidicola
Kunstidamaeus nidicola är en kvalsterart som först beskrevs av Rainer Willmann 1936.  Kunstidamaeus nidicola ingår i släktet Kunstidamaeus och familjen Damaeidae. Inga underarter finns listade i Catalogue of Life.